# あとのまつり
『あとのまつり』は、back numberの1枚目のアルバムである。

## 解説
- ミニアルバム『逃した魚』から約1年4ヶ月ぶりのリリース。
- 前作同様、無音・シークレットトラックが存在し、12曲入りとなっているが実際にはそれらを含め、14曲入りとなっている。

## 収録曲
- 全作詞作曲：清水依与吏、編曲：back number（特記除く）

1. stay with me (4:59)
  - PVが制作されている。
  - ベースの小島は初めて聴いてプレイしたときに、ベーシストとしては新しい感覚が持てたと話している[1]。
2. あとのうた(5:06)
3. 浮ついた気持ち(4:45)
  - バンドで初めてプロデューサーが付いて制作した曲。
4. 風の強い日(5:15)
  - 歌詞に「ケーキ屋の前」とあるが、実際は漬物屋である。この店のシフォンケーキが美味だと、以前のラジオレギュラー番組「pizza small world」で話している[2]。
  - プロデューサーは島田昌典。
5. tender(3:30)
6. そのドレスちょっと待った(4:36)
7. おまえさん(4:50)
8. ハイスクールガール(5:15)
9. Life(3:01)
10. fallman(3:48)
11. march(4:55)
  - タイトルは暦の「3月」とは関係なく、付き合っていた当時の彼女の車が日産・マーチだったことに由来する。
12. いつか忘れてしまっても(5:33)
13. (Empty Track)
  - このトラックは制作上の意図により楽曲が収録されていない。また、シークレットトラック扱いの為、歌詞カードやジャケットには曲目が掲載されていない。
14. 「back numberのpizza small world!!」(ラジオコーナー)
  - こちらもシークレットトラック扱いの為、歌詞カードやジャケットには曲目が掲載されていない。

## 演奏
- 島田昌典：Keyboards (#4)
- 卯佐乃心月：Voice (#8)